# Ліга збройного опору
Ліга збройного опору (ест. RVL (Relvastatud Võitluse Liit)) — підпільна організація естонських партизан, створена навесні 1946 року в Ляенемаа для опору радянській окупації. Лідером був Ендель Редліх.

## Історія

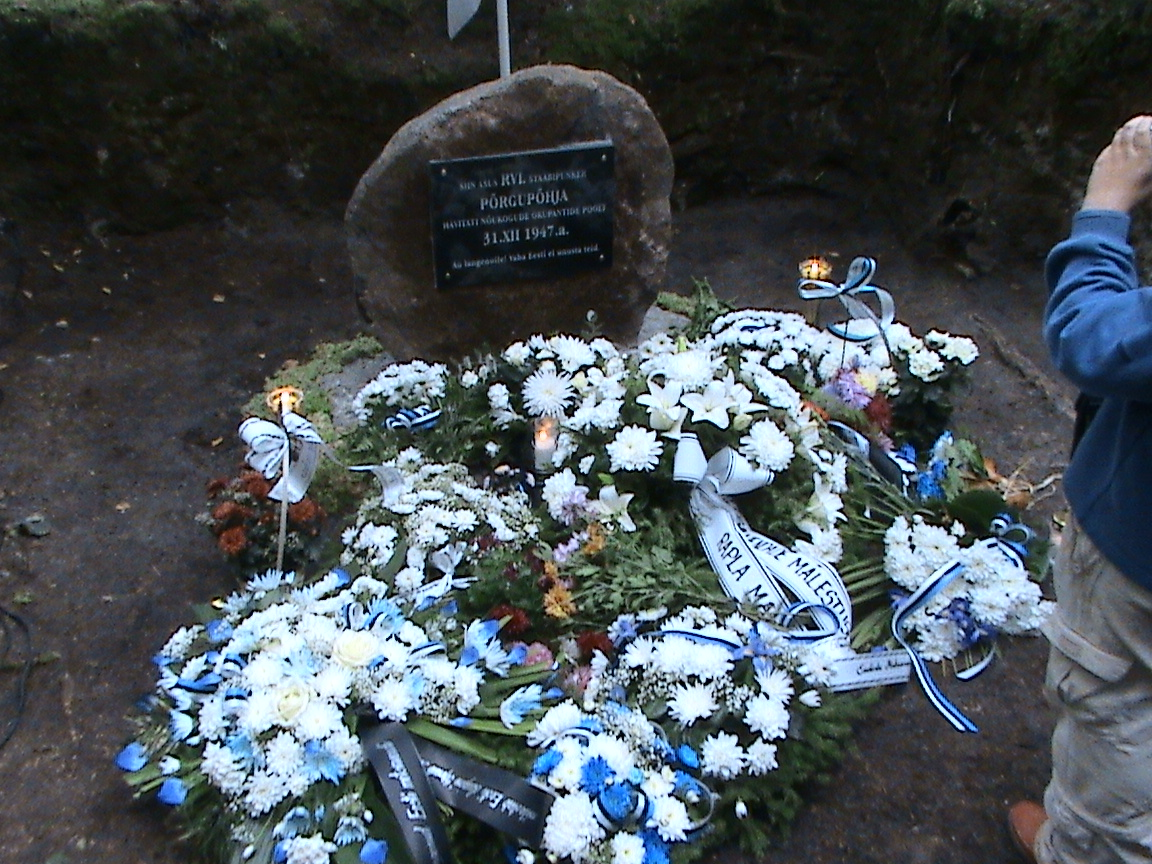
Пам'ятний знак на місці бункера, в якому загинули члени RVL

У другій половині 1945 року декілька лідерів «Лісових братів» повітів Ляенемаа та Пярнумаа почали координувати діяльність своїх загонів і обговорювати необхідність загальноестонської організації. Ця організація отримала назву «Ліга збройного опору» (RVL). Були створені повітові організації в Ляенемаа, Пярнумаа, Гар'юмаа, Ярвамаа, Тартумаа, Вирумаа, і в містах Таллінні і Тарту. У Іда-Вірумаа та Вільяндімаа організація була представлена окремими групами.
Відповідно до статуту, RVL була «добровільною, таємною і збройною організацією національного руху опору», метою якої була боротьба за честь і незалежність Естонії. 
Основне завдання - підготовка збройного повстання на випадок війни між США, Великою Британією та СРСР. У кожному місті та волості намагалися створити свої місцеві організації, які підпорядковувалися центру. Розповсюджувалися листівки та плакати, грабувалися магазини, збиралася інформація про комуністів, щоб згодом з ними поквитатися, влаштовувалися вибухи тощо. Важливим завданням було запобігти можливій масовій депортації народу. 
Робили спроби налагодити контакти з Естонським урядом у вигнанні, але невдало.
Центральний штаб тривалий час знаходився в Ляенемаа. До його складу, крім керівника та осіб штабу, входили контррозвідувальна група, господарська група та суд, а також підрозділ охорони штабу.
Близько 500 учасників RVL було заарештовано та вбито радянською окупаційною владою.

## Відомі члени організації
- Ендель Редліх - засновник та керівник.
- Антс Кальюранд
- Хейно Мандрі -  актор театру і кіно.
- Ріхард Саалісте - командир.